# Kappa (Illinois)
Pour les articles homonymes, voir Kappa (homonymie).
Kappa est un village situé au sud-est du comté de Woodford, dans l'Illinois, aux États-Unis,. Il est incorporé le 9 septembre 1884.

## Démographie
Lors du recensement de 2010, le village comptait une population de 227 habitants. Elle est estimée, en 2016, à 237 habitants.

### Source de la traduction
- (en) Cet article est partiellement ou en totalité issu de l’article de Wikipédia en anglais intitulé « Kappa, Illinois » (voir la liste des auteurs).